# Pal II Dukagjini
Pal II Dukagjini (1385-1446) was een Albanese prins uit het adellijk geslacht Dukagjini. Hij heerste van 1413 tot 1444 over het vorstendom Dukagjini in het huidige noord-Albanië. Hij was de vader van Lekë III en Nikollë II die de heerschappij over het vorstendom deelden na de dood van Pal II.

## Biografie
Pal II was de zoon van Tanush II Dukagjini, waarvan hij vanaf 1413 de heerschappij over het vorstendom Dukagjini van erfde. De familie kende zijn oorsprong in de rooms-katholieke plaats Mirditë en breidde vervolgens steeds verder uit naar het noorden van het huidige Albanië. Tijdens de bijeenkomst van de Liga van Lezhë op 2 maart 1444 was Pal II namens de Dukagjini's aanwezig om het verdrag te tekenen van een militaire alliantie tussen alle Albanese vorstendommen om het Ottomaanse Rijk te bestrijden.
Pal II beloofde tijdens de bijeenkomst op eigen kosten een eenheid van 5000 soldaten ter beschikking te stellen. De beloftes konden uiteindelijk niet worden gerealiseerd omdat Pal II al snel ziek werd en op 61-jarige leeftijd zou sterven. 
Zijn zoon Lekë Dukagjini volgde in 1468 Gjergj Kastrioti op als vorst van Albanië en werd tegelijkertijd de opperbevelhebber van het Albanese leger. In 1479 viel de Liga van Lezhë na de Ottomaanse belegering van Shkodër door sultan Mehmet II.